# Boca del Monte, Ajalpan
Boca del Monte är en ort i Mexiko.   Den ligger i kommunen Ajalpan och delstaten Puebla, i den sydöstra delen av landet, 240 km sydost om huvudstaden Mexico City. Boca del Monte ligger 2 517 meter över havet och antalet invånare är 621.
Terrängen runt Boca del Monte är kuperad åt nordost, men åt sydväst är den bergig. Runt Boca del Monte är det ganska tätbefolkat, med 116 invånare per kvadratkilometer. Närmaste större samhälle är Ajalpan, 18,9 km väster om Boca del Monte. Omgivningarna runt Boca del Monte är en mosaik av jordbruksmark och naturlig växtlighet.